# Speed (canal de televisão)
Speed foi um canal de televisão por assinatura americano pertencente a 21st Century Fox lançado em 1 de janeiro de 1996. O canal tinha sede na cidade de Charlotte, no estado de Carolina do Norte. A sua programação era composta por transmissões das provas automobilísticas da NASCAR, Grand-Am, além de várias outras categorias do automobilismo mundial. Também transmitiu programas especializados em automóveis.